# Pimelea imbricata
Pimelea imbricata är en tibastväxtart som beskrevs av Robert Brown. Pimelea imbricata ingår i släktet Pimelea och familjen tibastväxter.

## Underarter
Arten delas in i följande underarter:
- P. i. major
- P. i. petraea
- P. i. piligera
- P. i. simulans